# DAC (rapgroep)
De Amersfoortse Coöperatie afgekort tot DAC, was een Nederlandse rapformatie uit Amersfoort die in 1998 is ontstaan. De groep geldt in de jaren 2000-2005 als een van de bekendste rapcrews van Nederland en scoorde bescheiden hitjes met de singles «Springstof» en «Doorhalen». De groepsleden uit de formatie waren de producers Darin G, Clenn, Mr. Fonc, de rappers Hux B, Diggy Dex, Wudstik, Grootmeester Jan, Jiggy Djé en de DJ UrbQ. De groep is nooit formeel uit elkaar gegaan, maar de leden begonnen ieder vanaf 2005 te werken aan een eigen solocarrière.

## Biografie

### Ontstaan van DAC
In 2000 werd de groep DAC opgericht. Darin G en Clenn begonnen onder deze naam instrumentale hiphop te maken. Deze instrumentale nummers werden later opgepikt door de rappers Hux B en Diggy Dex, die er graag op wilden rappen (onder de naam 'De Profeten'). Later sloot de rapper Jiggy Djé zich ook aan bij dit collectief. Grootmeester Jan en Wudstik, die tevens actief waren met de groep Vlieg, gingen vervolgens ook aan de slag bij DAC. Nadat Jiggy Djé zijn kameraad Mr. Fonc uitnodigde, was de definitieve formatie van DAC een feit. De groep was op dat moment een platform voor een varia artiesten en meerdere affiliaties in de vorm van groepjes binnen DAC, die elkaar allen hielpen zich muzikaal te ontwikkelen.
De eerste liedjes werden verspreid via het internet. Deze tracks werden opgepikt door veel Nederlandse rapliefhebbers. Dit resulteerde in kleine optredens en bescheiden faam in eigen stad. Na een verloren finale van de lokale popprijs in 2000 werd besloten nog een keer mee te doen met de editie van 2001. Met een wat minder chaotische opstelling en show dan het jaar ervoor, bereikte DAC de finale van de Kleine Prijs van Amersfoort in 2001. Vanaf dit moment ontstond het idee om tijdens de finale van de talentenjacht verder te gaan met een liveband. Met producers Mr. Fonc en Darin G als respectievelijk bassist en toetsenist en met toevoeging van een drummer werd de finale overtuigend gewonnen, waarmee kwalificatie voor een andere talentenjacht, "Het Geheim van Utrecht", werd vastgesteld. In 2001 lekte de track met bijbehorende videoclip De Amersfoortse Pracht uit. Een en ander zorgde ervoor dat de groep inmiddels bekendheid genoot in Amersfoort.

### Doorbraak
In 2002 verscheen het eerste album van DAC, getiteld Didactici. Dit album werd in eigen beheer uitgebracht, via landelijke internetsites gepromoot en door de leden zelf naar verkooppunten in het hele land gebracht. Hierdoor was de cd in korte tijd uitverkocht. Ook bereikte de groep in dat jaar de finale van "Het geheim van Utrecht". In de finale werd zowel de publieksprijs als de juryprijs gewonnen. Dit leidde ertoe dat DAC werd gekwalificeerd voor de Grote Prijs van Nederland. In de finale van de Grote Prijs van Nederland won DAC de publieksprijs. Hierdoor trad DAC in 2003 steeds meer op tijdens festivals en in grotere zalen.
In 2003 verscheen ook de videoclip "Springstof", die vanaf april veelvoudig te zien was op de televisie bij muziekzender The Box. De videoclip kwam op de derde plek in de nationale boxchart, en op nummer 1 in de Urban Chart. Hiermee was de nationale doorbraak van DAC een feit.
In 2004 werd het tijd voor een nieuw album. Het album Professioneel Chillen werd opgenomen, gemixt en gemasterd door Mr. Fonc en was vervolgense klaar om uitgebracht te worden. Ook besloot de groep een ep uit te brengen, getiteld Professioneel Spinnen. Op deze ep werd samengewerkt met collega-rappers Spacekees, Skiggy Rapz, DJ PCM en Pete Philly. Tevens werd de videoclip van het nummer "Doorhalen" geschoten, die ook werd uitgebracht op single.

### Het (naderende) einde
In 2005 bracht Grootmeester Jan als eerste DAC-lid zijn solo-cd uit, Collaboratorium. Eind 2006 volgden Wudstik met Mijn Wereld, Jiggy Djé met Noah's Ark en DiggyDex met Verhalen vanuit de Sofa. De groep is nooit formeel uit elkaar gegaan, maar een aantal leden begonnen ieder vanaf 2005 te werken aan een eigen solocarrière. Doordat de leden besloten hun eigen weg te gaan volgen, lijkt de groep sinds 2005 inactief en is de officiële website van het collectief per 1 oktober 2009 opgeheven.

## Discografie

### Albums
- 2002 - Didactici
- 2005 - Professioneel Spinnen (ep)
- 2005 - Professioneel Chillen

### Singles
- 2003 - Springstof
- 2004 - Doorhalen